# Claudecir
Claudecir dos Reis Rodrigues Júnior (sinh ngày 29 tháng 6 năm 1989), thường được biết với tên ngắn gọn Claudecir, là một cầu thủ bóng đá chuyên nghiệp người Brasil thi đấu ở vị trí tiền đạo. Anh từng thi đấu tại Việt Nam cho các câu lạc bộ Quảng Nam, Hải Phòng, Than Quảng Ninh, Hồng Lĩnh Hà Tĩnh, SHB Đà Nẵng.

## Thống kê sự nghiệp

### Câu lạc bộ
Tính đến 25 tháng 4 năm 2021.
| Câu lạc bộ             | Mùa giải       | Giải vô địch quốc gia | Giải vô địch quốc gia | Giải vô địch quốc gia | Giải bang | Giải bang | Cúp  | Cúp | Khác | Khác | Tổng cộng | Tổng cộng |
| Câu lạc bộ             | Mùa giải       | Hạng đấu              | Trận                  | Bàn                   | Trận      | Bàn       | Trận | Bàn | Trận | Bàn  | Trận      | Bàn       |
| ---------------------- | -------------- | --------------------- | --------------------- | --------------------- | --------- | --------- | ---- | --- | ---- | ---- | --------- | --------- |
| Marcílio Dias          | 2009           | Série C               | 2                     | 0                     | 0         | 0         | 0    | 0   | 0    | 0    | 2         | 0         |
| Tanabi                 | 2012           | –                     | –                     | –                     | 4         | 0         | 0    | 0   | 0    | 0    | 4         | 0         |
| Brasília               | 2014           | –                     | –                     | –                     | 1         | 0         | 1    | 0   | 5    | 0    | 7         | 0         |
| Brasiliense            | 2014           | Série D               | 11                    | 2                     | 0         | 0         | 0    | 0   | 0    | 0    | 11        | 2         |
| Anapolina              | 2016           | Série D               | 0                     | 0                     | 8         | 2         | 0    | 0   | 0    | 0    | 8         | 2         |
| Quảng Nam              | 2016           | V-League 1            | 14                    | 12                    | –         | –         | –    | –   | 0    | 0    | 14        | 12        |
| Quảng Nam              | 2017           | V-League 1            | 23                    | 12                    | –         | –         | –    | –   | 0    | 0    | 23        | 12        |
| Quảng Nam              | 2018           | V-League 1            | 7                     | 3                     | –         | –         | –    | –   | 0    | 0    | 7         | 3         |
| Quảng Nam              | 2019           | V-League 1            | 7                     | 1                     | –         | –         | –    | –   | 0    | 0    | 7         | 1         |
| Hải Phòng              | 2020           | V-League 1            | 10                    | 0                     | –         | –         | –    | –   | 0    | 0    | 10        | 0         |
| Than Quảng Ninh (mượn) | 2020           | V-League 1            | 10                    | 4                     | –         | –         | –    | –   | 0    | 0    | 10        | 4         |
| Hồng Lĩnh Hà Tĩnh      | 2021           | V-League 1            | 2                     | 0                     | –         | –         | –    | –   | 0    | 0    | 2         | 0         |
| SHB Đà Nẵng            | 2021           | V-League 1            | 2                     | 0                     | –         | –         | –    | –   | 0    | 0    | 2         | 0         |
| Tổng sự nghiệp         | Tổng sự nghiệp | Tổng sự nghiệp        | 88                    | 34                    | 13        | 2         | 1    | 0   | 5    | 0    | 107       | 36        |

1. ↑  Số trận ra sân tại Campeonato Paulista Série A2
2. ↑  Số trận ra sân tại Campeonato Brasiliense
3. ↑  Số trận ra sân tại Copa do Brasil
4. ↑  Số trận ra sân tại Copa Verde
5. ↑  Số trận ra sân tại Campeonato Goiano

## Thành tích

### Câu lạc bộ
Quảng Nam
- V-League 1: 2017

### Cá nhân
- Cầu thủ nước ngoài xuất sắc nhất năm: 2017[3]